# البريد الأسترالي
البريد الأسترالي، المعروف رسميًا باسم مؤسسة البريد الأسترالية والمعروف أيضًا باسم AusPost، هي مؤسسة مملوكة للحكومة الأسترالية تقدم الخدمات البريدية في جميع أنحاء أستراليا. يقع مكتبها الرئيسي في ميلبورن.
البريد الأسترالي هو خليفة إدارة المدير العام للبريد ‏ التي أنشئت في الاتحاد الأسترالي عام 1901 لإضفاء الطابع الرسمي على الخدمات البريدية. في عام 1975، ألغيت الإدارة وتولت لجنة البريد الأسترالية مهامها البريدية. تم اعتماد الاسم والهيكل الحاليين للمؤسسة في عام 1989 عندما تم تحويلها إلى شركة مملوكة للحكومة.

## تاريخ

### أستراليا الاستعمارية (قبل عام 1901)

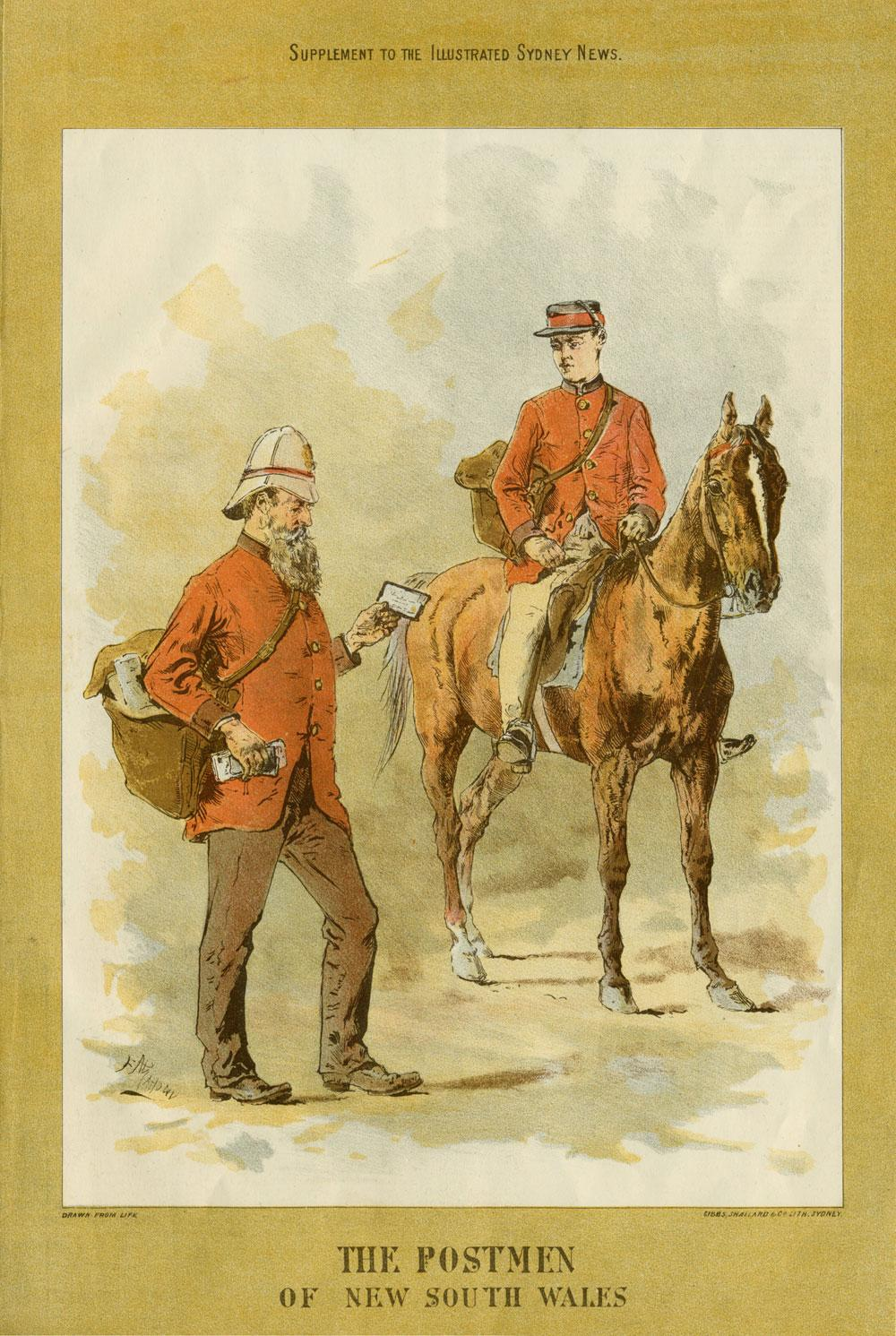
تصوير لسعاة البريد في نيو ساوث ويلز (1887)

قبل أن تبدأ السيطرة الاستعمارية على البريد في عام 1809، كان البريد يُنقل عادةً من خلال ترتيبات مخصصة بين الناقلين وأصحاب المخازن والمستوطنين. وكانت هذه الترتيبات مرنة وغير مستقرة بطبيعتها. كان من الشائع أن يقطع المستوطنون الأوائل أميالاً عديدة خارج طريقهم لتسليم بريد الجيران الذي تم جمعه من نقاط التوزيع غير الرسمية.
بدأ أول تنظيم لخدمة البريد في أستراليا في عام 1809 بتعيين أول مدير لمكتب البريد في سيدني . تولى أحد المجرمين الإنجليز السابقين، إسحاق نيكولز ‏، العمل في منزله الواقع في شارع جورج، سيدني. كانت وظيفته الرئيسية هي تولي مسؤولية الرسائل والطرود التي تصل عن طريق السفن، لتجنب فوضى الأشخاص الذين يسارعون إلى الصعود على متن السفن بمجرد وصولها إلى أرصفة سيدني. كان نيكولز يلتقط البريد وينشر قائمة بالمستلمين خارج منزله. كان يعلن في جريدة سيدني ‏ أسماء جميع الذين تلقوا البريد. كان المستلمون يدفعون سعرًا ثابتًا قدره شلن واحد لكل رسالة لجمع البريد من منزل نيكولز، مع تكلفة الطرود أكثر اعتمادًا على مدى ثقلها. تم توفير خدمة التوصيل الشخصي للمرسلين المهمين من قبل نيكولز.
بين عامي 1812 و1842، تم تعيين مديري مكاتب بريد أيضًا في تسمانيا (1812)، وأستراليا الغربية (1829)، وفيكتوريا (1836)، وجنوب أستراليا (1837)، وكوينزلاند (1842). كانت المستوطنات الواقعة خارج نطاق مديري البريد تتم خدمتها من قبل المقاولين على ظهور الخيل أو في العربات.
في عام 1825، أقر المجلس التشريعي لنيو ساوث ويلز قانون البريد الذي نقل المسؤولية من شركة نيكولز، التي كانت تعمل كشركة خاصة، إلى الحاكم. ويقوم المحافظ بعد ذلك بتحديد أجر مدير مكتب البريد وتكلفة جمع البريد.

### القرن العشرين

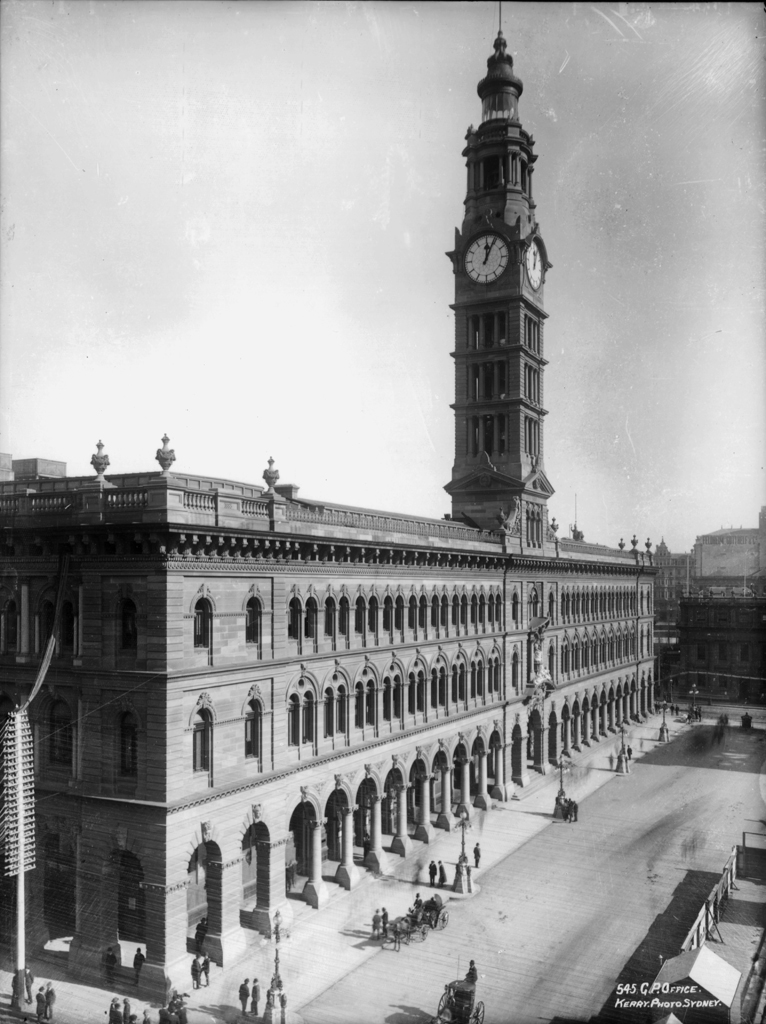
مكتب البريد العام في سيدني حوالي عام 1900

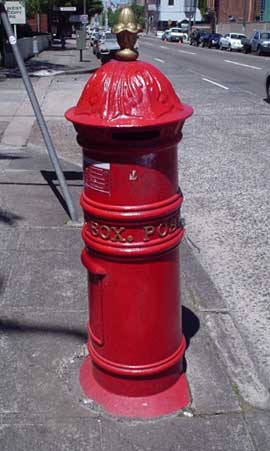
صندوق بريد عمودي في

بعد إنشاء الاتحاد في عام 1901، تم دمج أنظمة البريد الاستعمارية في إدارة المدير العام للبريد. كانت هذه المؤسسة مسؤولة عن عمليات التلغراف والهاتف المنزلي بالإضافة إلى البريد العادي. تم تقديم خدمة البريد الجوي في عام 1914. في عام 1967، تم تقديم رموز بريدية مكونة من 4 أرقام في أستراليا، بالإضافة إلى أول مركز معالجة ميكانيكي في العالم، والذي حظي باهتمام دولي.
في الأول من يوليو عام 1975، تم إنشاء لجان حكومية منفصلة لتولي المسؤوليات التشغيلية لمؤسسة الأركان العامة. وكانت لجنة البريد الأسترالية واحدة من هذه الهيئات. وفي وقت لاحق، أصبحت مؤسسة البريد الأسترالية في 1 يناير 1989 عندما تم تحويلها إلى ما يعرف الآن باسم مؤسسة البريد الأسترالية أو البريد الأسترالي.
في ديسمبر 1987، دخل فرانك فيتكوفيتش، الطالب البالغ من العمر 21 عامًا في جامعة ملبورن، أثناء معاناته من أزمة صحية عقلية، مبنى البريد الأسترالي الواقع في 191 شارع كوين في ملبورن وتحدث "بشكل حيوي" مع صديق مجهول الهوية يعمل في المبنى، ثم ارتكب ما أصبح يُعرف بمذبحة شارع كوين ‏. أدى إطلاق النار الجماعي إلى مقتل ثمانية موظفين من البريد الأسترالي وشركات أخرى. سقط الجاني من المبنى ليلقى حتفه أثناء صراعه مع حارس الأمن. وقد أدى الحادث إلى دعوات لتعزيز قوانين تملك الأسلحة في أستراليا.

### العقد الأول من القرن الحادي والعشرين
بموجب التعديلات التي أدخلت على قانون مؤسسة البريد الأسترالية والتي دخلت حيز التنفيذ في مارس 2008، أصبح ضباط التفتيش على الحجر الصحي في أي ولاية أو إقليم مخولين بطلب من البريد الأسترالي فتح الرزم والطرود المرسلة من الولايات الأخرى للتفتيش عندما يعتقد المفتشون أنها قد تحتوي على مواد حجر صحي. يسمح التشريع أيضًا لمؤسسة البريد الأسترالية بإزالة أي مواد بريدية يشتبه في أنها رسائل احتيالية.
في فبراير 2010، تم تعيين الأسترالي من أصل لبناني أحمد فاعور مديرًا تنفيذيًا للبريد الأسترالي. في مايو 2010، أعلن عن استراتيجية جديدة أطلق عليها "الاستعداد للمستقبل" والتي تهدف إلى تنشيط البريد الأسترالي. وشمل ذلك هيكلًا تنظيميًا جديدًا بالإضافة إلى غزوة جديدة للأعمال الرقمية في إطار وحدة الأعمال الاستراتيجية "الخدمات الإلكترونية".
ومع ذلك، في عام 2013، اعترفت الشركة بأنه على الرغم من نجاح الاستراتيجية في تحسين ربحية البريد الأسترالي وبنيته، إلا أنها لم تكن كافية في مساهمتها في تطويره كمؤسسة مكتفية ذاتيًا ماليًا.
وفي سبتمبر 2015، أعلنت الشركة عن خسارتها الأولى منذ 30 عاماً. انخفضت الخسارة البالغة 222 مليون دولار أسترالي مقارنة بأرباح بلغت 116 مليون دولار أسترالي في العام السابق. أدى الانخفاض الكبير في البريد المرسل والمختوم إلى خسارة قدرها 381 مليون دولار في جانب تسليم البريد من العمل. وكانت عملية تسليم الطرود تشكل في ذلك الوقت أكثر من نصف إجمالي الإيرادات. ظلت الإيرادات الإجمالية مستقرة عند 6.37 مليار دولار.
في أغسطس من العام التالي، عاد البريد الأسترالي إلى تحقيق الأرباح بفضل الأداء القوي في مجال الطرود والبريد السريع، وإعادة هيكلة المنظمة. ومع ذلك، وصل أداء البريد إلى أدنى مستوى له على الإطلاق.
في فبراير 2017، انتقد رئيس الوزراء الأسترالي مالكولم تورنبول الراتب السنوي للرئيس التنفيذي أحمد فاعور الذي يبلغ 5.6 مليون دولار، قائلاً: "بصفتي رئيسًا للوزراء ودافع ضرائب، تحدثت إلى الرئيس اليوم. أعتقد أن هذا الراتب، تلك المكافأة، مرتفعة للغاية". في 23 فبراير 2017، أعلن فاعور استقالته، والتي دخلت حيز التنفيذ في يوليو 2017، وأخبر وسائل الإعلام أن القرار لا يتعلق بمناقشة راتبه.
في أكتوبر 2019، أكملت مؤسسة البريد مشروع إعادة تصميم العلامة التجارية الرئيسي مع شركة مود المتخصصة في استراتيجية العلامة التجارية ومقرها ملبورن. وشهد هذا المشروع تطوير هوية علامة تجارية جديدة، وموقع ويب ومنصة خدمة ذاتية، وتغليف الطرود والرسائل، وصناديق البريد في الشوارع، والزي الرسمي للموظفين، وأسطول من المركبات الكهربائية المصممة خصيصًا، من بين أمور أخرى.
في عام 2019، مع زيادة تسليم الطرود وانخفاض تسليم الرسائل، نقلت مؤسسة البريد عدة آلاف من العمال من الرسائل إلى الطرود. تم تقليص تسليم الرسائل من خمسة أيام في الأسبوع إلى يومين في الأسبوع.
في عام 2021، بدأت مؤسسة البريد في استخدام أولى شاحناتها الكهربائية؛ ثلاث شاحنات من طراز Fuso Ecanters في ملبورن.

## تطوير التشغيل

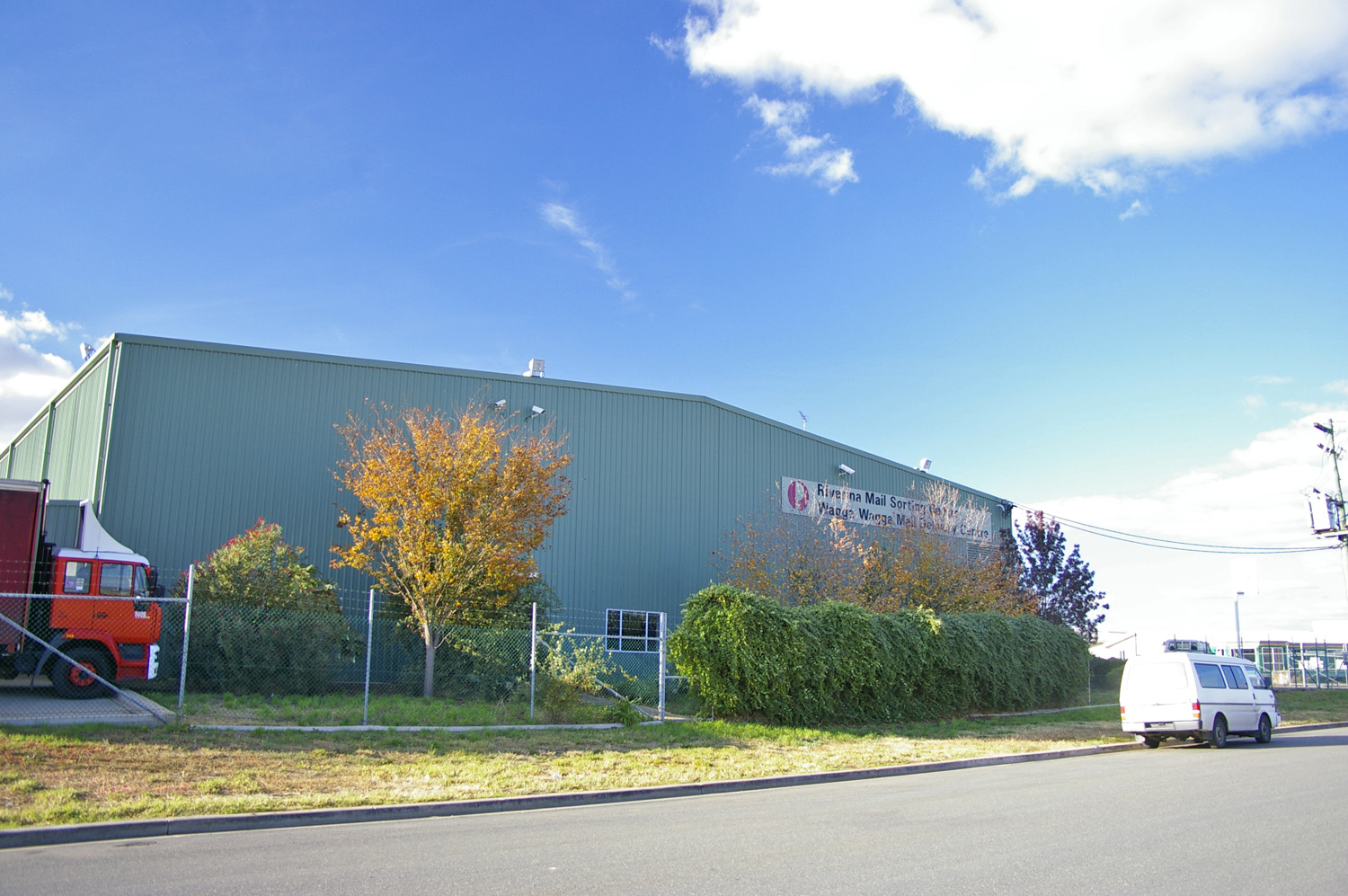
مركز فرز البريد ريفرينا في واجا واجا، نيو ساوث ويلز

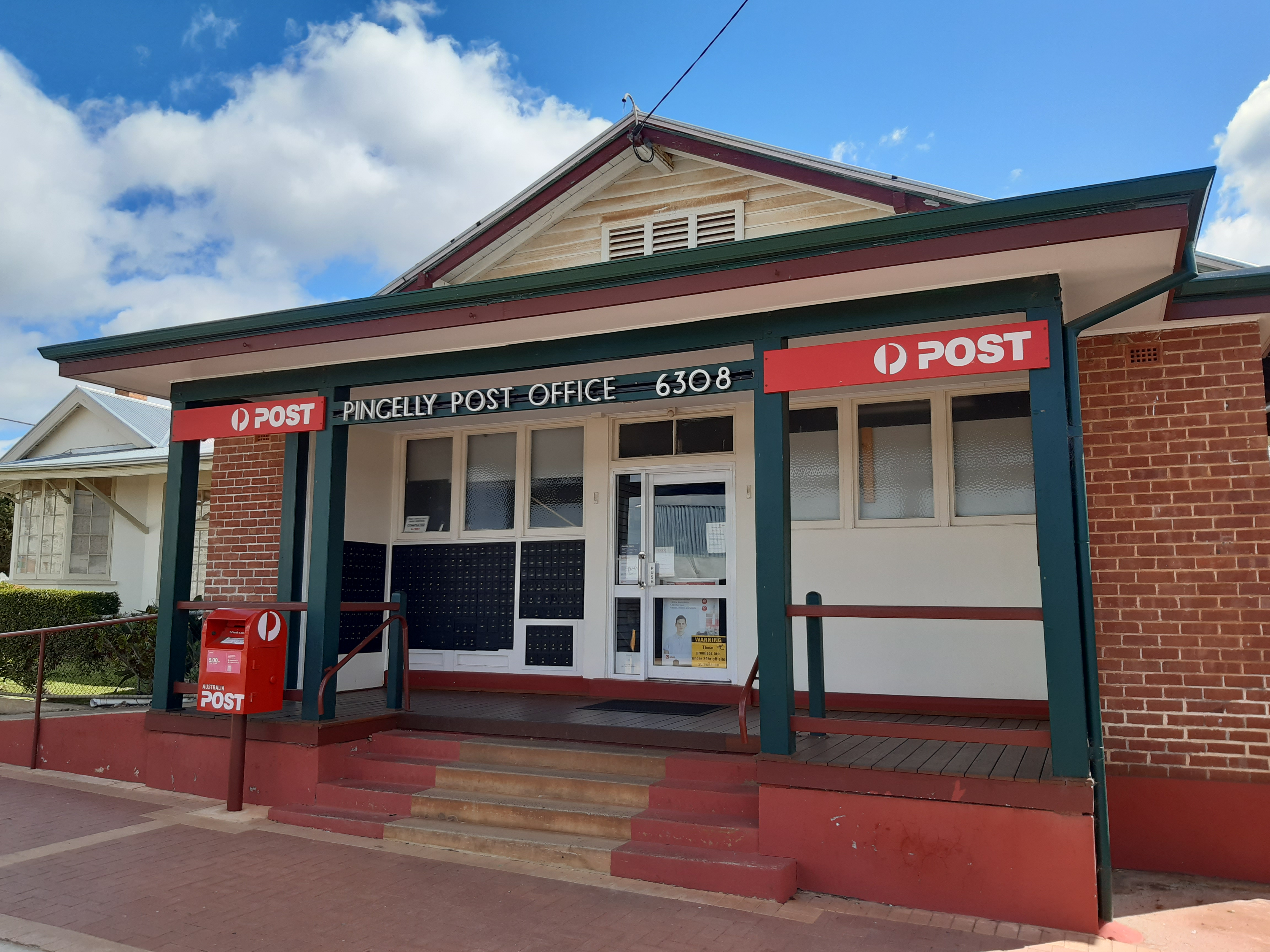
مكتب بريد ريفي في بينجيلي، أستراليا الغربية

استجابةً للضغوط التنافسية، واصلت مؤسسة البريد الأسترالية توسيع نطاق منتجاتها وخدماتها في عام 2019، بعد الاستثمار في برامج البنية التحتية القائمة على التكنولوجيا على نطاق واسع. وتعمل الشركة في ثلاثة مجالات أساسية: الرسائل والخدمات المرتبطة بها، وتجارة التجزئة وخدمات الوكالات، والطرود والخدمات اللوجستية. وهي تضم عددًا من الشركات التابعة والمشاريع المشتركة، بما في ذلك شركة Sai Cheng Logistics International - وهي شركة لوجستية مشتركة تأسست بشراكة مع البريد الصيني في عام 2005.
تدير مؤسسة البريد الأسترالية خدمة توصيل البريد العادي بالإضافة إلى خدمة التوصيل السريع من خلال خدمة Messenger Post (حاليًا باسم Startrack Courier).
يعتمد البريد الأسترالي على التمويل الذاتي ويستخدم أصوله وموارده لتحقيق الأرباح، والتي يمكن إعادة استثمارها في العمل أو إعادتها كأرباح إلى المساهم الوحيد فيها، الحكومة الأسترالية. في إطار التزاماتها بخدمة المجتمع، تلتزم مؤسسة البريد الأسترالية بتوفير خدمة رسائل يمكن الوصول إليها وبأسعار معقولة وموثوقة لجميع الأستراليين أينما كانوا يقيمون. تصل الشركة إلى أكثر من 10 ملايين عنوان أسترالي؛ وتدير 4330 منفذًا بريديًا؛ وتخدم أكثر من مليون عميل في منافذ بريدية كل يوم عمل. عندما زِيد سعر الخطاب المحلي الأساسي إلى دولار واحد في 4 يناير 2016، لم تتغير أسعار طوابع الامتياز أو طوابع التهنئة الموسمية، والتي ظلت عند 60 سنتًا و65 سنتًا على التوالي. في الوقت نفسه، تم تقديم فئة من البريد "الأولوي" (على النقيض من البريد "العادي")، حيث تم تعديل معايير التسليم وكان مطلوبًا وضع علامة أولوية بقيمة 50 سنتًا كدفعة إضافية للحصول على خدمة بمعايير أفضل.
بموجب قانون مؤسسة البريد الأسترالية لعام 1989، فإن الرسائل التي يصل وزنها إلى 250 جرامًا مخصصة لبريد أستراليا - ولا يمكن للأشخاص الآخرين والشركات حملها إلا إذا فرضوا أربعة أضعاف سعر البريد الأساسي. وتباع جميع السلع والخدمات الأخرى التي تقدمها مؤسسة البريد الأسترالية في أسواق تنافسية بالكامل، وفي عامي 2005 و2006، جاء ما يقرب من 90% من أرباح الشركة (من الأنشطة العادية قبل صافي الفائدة والضرائب) من بيع المنتجات والخدمات في الأسواق التنافسية.

## الهيكل التنظيمي

### مجلس الإدارة
*تم التحديث في 20 يناير 2025.
- سيوبان ماكينا (الرئيس) (بالإنجليزية: Siobhan McKenna)‏
- بول جراهام (الرئيس التنفيذي للمجموعة والمدير العام) (بالإنجليزية: Paul Graham)‏
- ستيفن مان (نائب الرئيس) (بالإنجليزية: Steve Mann)‏
- جودي أوستر (مدير) (بالإنجليزية: Jodie Auster)‏
- روباين كلوب (مدير) (بالإنجليزية: Robyn Clubb AM)‏
- ريتشارد داميري (مدير) (بالإنجليزية: Richard Dammery)‏
- ديبرا هازيلتون (مدير) (بالإنجليزية: Debra Hazelton)‏
- لونا إينمان (مدير) (بالإنجليزية: Launa Inman)‏
- أنستازيا بالاسزيوك (مدير) (بالإنجليزية: Annastacia Palaszczuk)‏

### التوظيف
| السنة | موظفون بدوام كامل | موظفون بدوام جزئي | موظفون آخرون | مصادر  |
| ----- | ----------------- | ----------------- | ------------ | ------ |
| 1993  | 31934             | 3999              |              | [ 29 ] |
| 1994  | 31130             | 4204              | 5626         | [ 30 ] |
| 1995  | 31621             | 4501              | 5253         | [ 30 ] |
| 1996  | 32040             | 5689              | 7849         | [ 30 ] |
| 1997  | 31111             | 6185              | 8466         | [ 30 ] |
| 1998  | 29564             | 6961              | 9151         | [ 31 ] |
| 1999  | 28205             | 6756              | 9776         | [ 32 ] |
| 2000  | 26915             | 8482              | 9455         | [ 33 ] |
| 2001  | 27079             | 8458              | 9660         | [ 34 ] |
| 2002  | 26950             | 8812              | 9703         | [ 35 ] |
| 2003  | 26394             | 9033              | 9557         | [ 36 ] |
| 2004  | 26019             | 9030              | 9559         | [ 37 ] |
| 2005  | 25851             | 8953              | 9570         | [ 38 ] |
| 2006  | 25387             | 9196              | 6415         | [ 39 ] |
| 2007  | 25026             | 9498              | 6247         | [ 40 ] |
| 2008  | 25093             | 9936              |              | [ 41 ] |
| 2009  | 25149             | 10360             | 8106         | [ 42 ] |
| 2010  | 24205             | 10252             |              | [ 43 ] |
| 2011  | 23369             | 10103             |              | [ 44 ] |
| 2012  | 23221             | 9810              |              | [ 45 ] |
| 2013  | 23526             | 8938              |              | [ 46 ] |
| 2014  | 27315             | 8613              |              | [ 47 ] |
| 2015  | 27098             | 8195              |              | [ 48 ] |
| 2019  | 27785             | 7316              |              | [ 49 ] |

#### تسريح العاملين
في يونيو 2015، أعلنت مؤسسة البريد الأسترالية أنه في ضوء الخسائر المتزايدة، وخاصة التراجع المتسارع في خدمة توصيل الرسائل، فإنها ستخفض قوتها العاملة بنحو 1900 موظف على مدى ثلاث سنوات من خلال التسريح الطوعي. في ذلك الوقت، كانت خسائر توصيل البريد تقترب من 500 مليون دولار للسنة المالية 2014-2015.

## التشغيل في السنوات الأخيرة
يوجد 7,950 خطًا بريديًا يخدمها 10,000 ساعي بريد في أستراليا. تُستخدم الدراجات النارية للتوصيل على حوالي 6600 طريق، والدراجات على 350 طريقًا والمشي على الأقدام على 1000 طريق، وبدأ استخدام الدراجات الكهربائية المساعدة في فيكتوريا في عام 2011. تستخدم السيارات والشاحنات والشاحنات الصغيرة فقط على الطرق الأطول. حتى ستينيات القرن العشرين، كان أطول طريق بريد بري في العالم[بحاجة لمصدر] هو الطريق من ميكاثارا إلى ماربل بار في غرب أستراليا. نظرًا لقلة الطرق، استغرقت الرحلة ذهابًا وإيابًا سبعة أيام. أطول طريق بري حالي هو من نورسمان، أستراليا الغربية إلى بوردر فيليج، جنوب أستراليا بطول 1,460 كم.

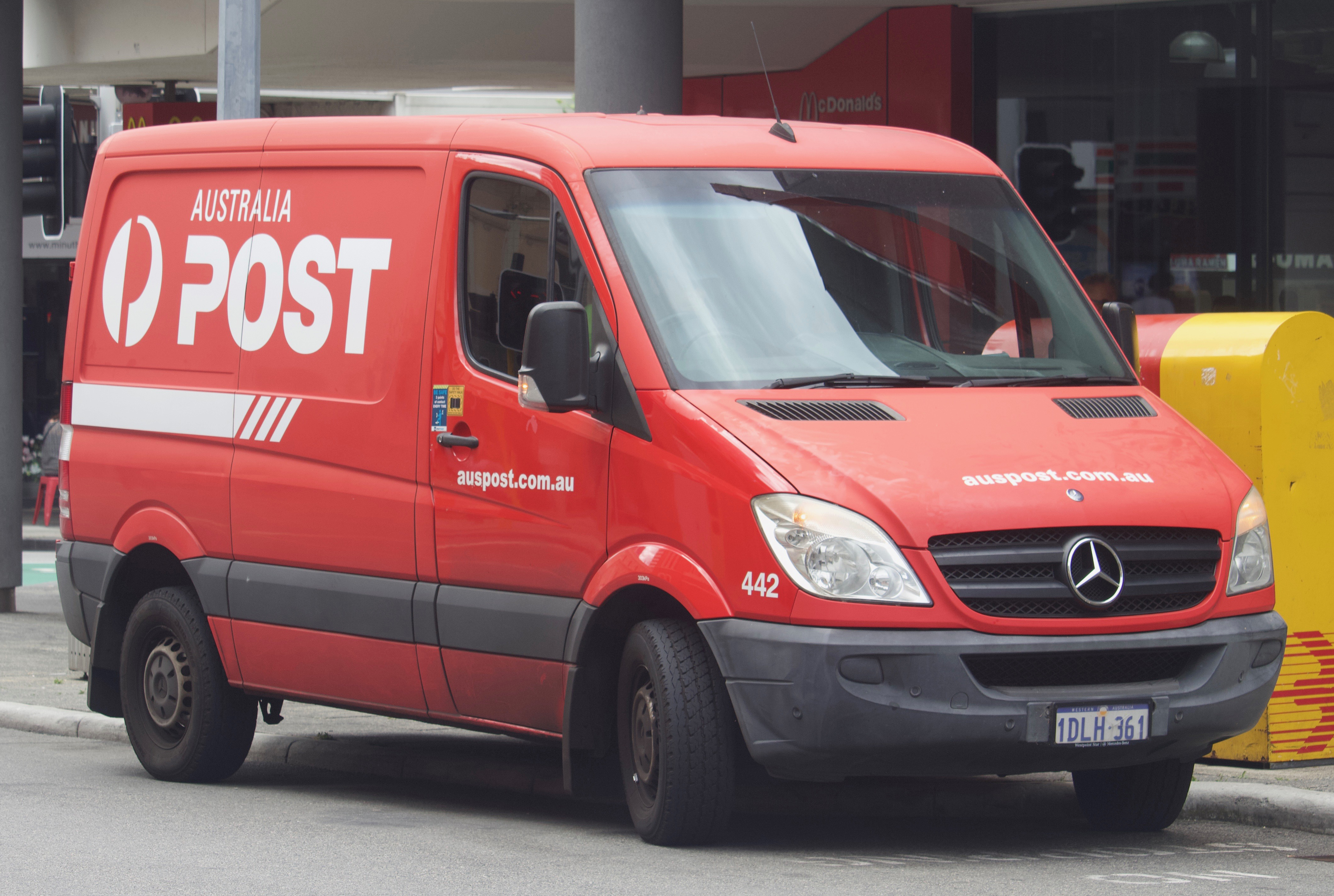
شاحنة البريد الأسترالي
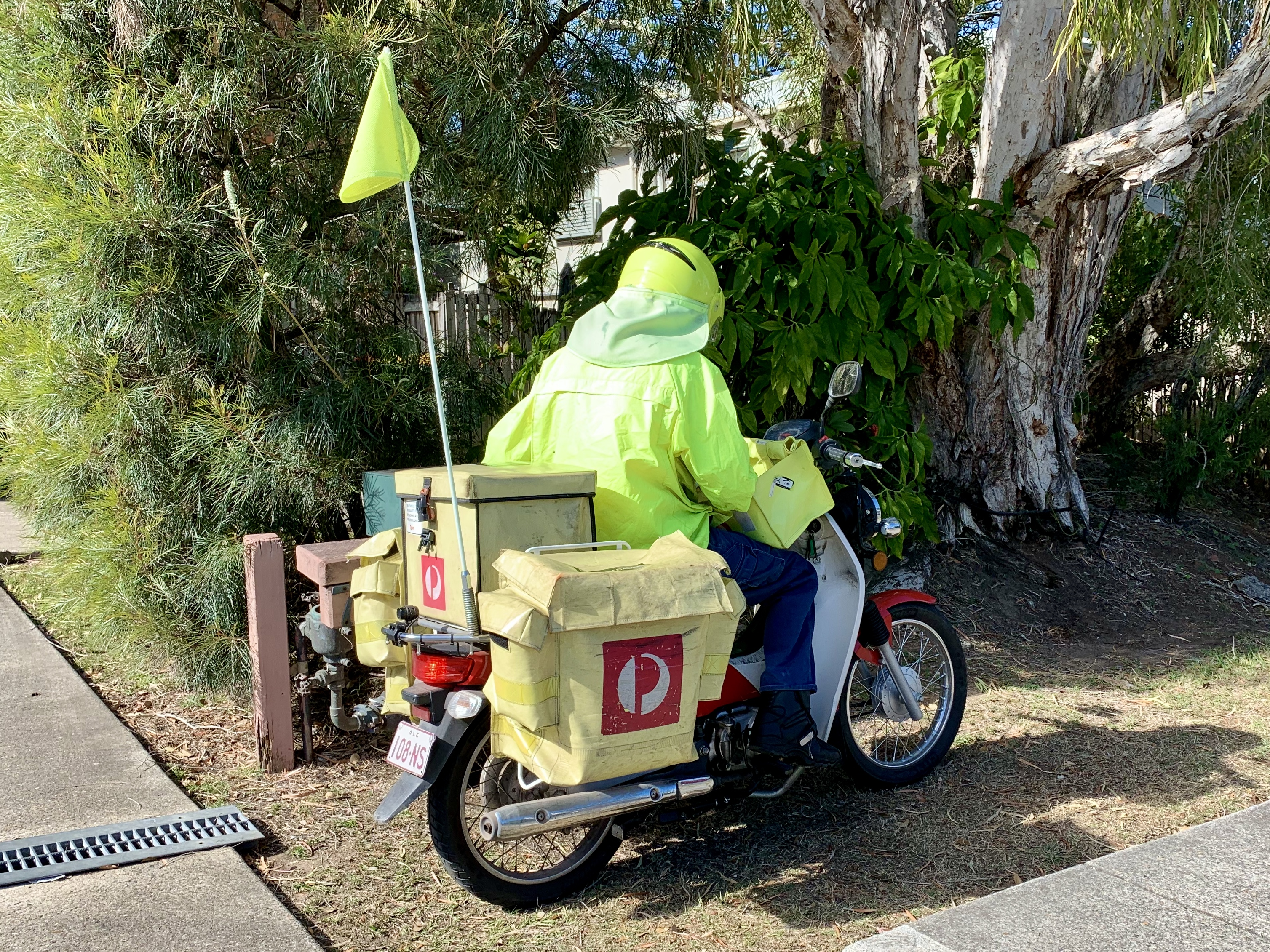
"ساعي البريد" يسلم البريد على دراجة نارية
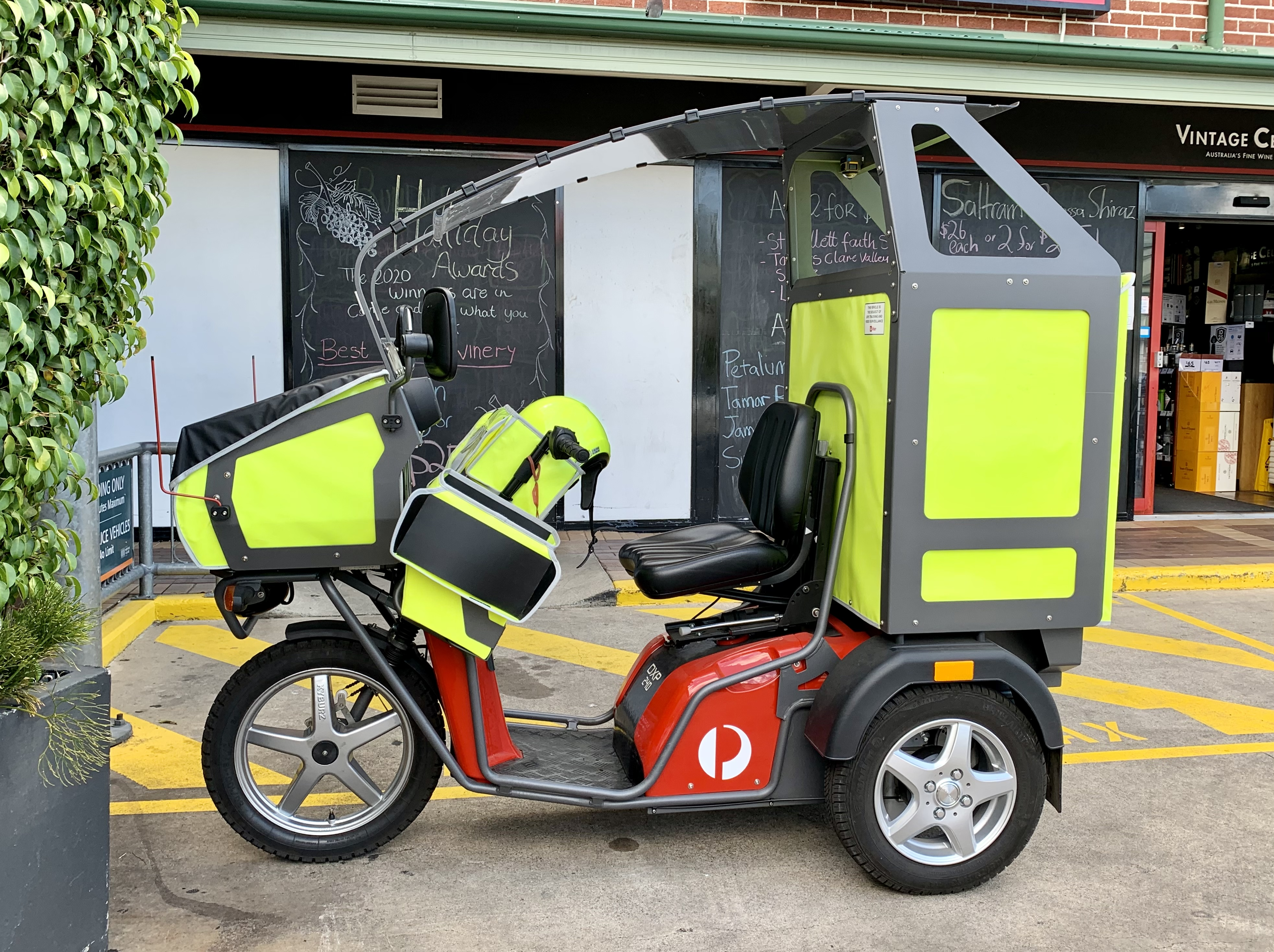
تم تقديم الدراجات الكهربائية في العقد الثاني من القرن العشرين

وفقًا للتقرير السنوي لعام 2019، حققت مؤسسة البريد الأسترالية العديد من الإنجازات المهمة. فقد تم تسليم 40 مليون طرد في ديسمبر، وهو رقم قياسي جديد يُبرز الكفاءة في عمليات التوصيل. وبلغت إيراداتها الإجمالية 6.99 مليار دولار، بينما وصل صافي الربح قبل الضرائب إلى 41.1 مليون دولار. كما تمكنت المؤسسة من توفير أكثر من 250 مليون دولار نتيجة لتحسين كفاءة الأعمال. بالإضافة إلى ذلك، حصلت المؤسسة على الملكية الكاملة لشركة Australia Post Global، مما يعزز من استثماراتها في السوق الدولية. شهدت الطرود المحلية نموًا كبيرًا في الإيرادات بنسبة 9.2٪، واستمرت المؤسسة في امتلاك StarTrack ‏، الشركة الرائدة في حلول النقل السريع. وتشمل خدماتها التوصيل إلى 214 دولة حول العالم. وعلى صعيد البنية التحتية والخدمات، تمتلك مؤسسة البريد الأسترالية أكثر من 4342 مكتب بريد، منها أكثر من 2529 مكتبًا في المناطق الريفية والنائية. كما تدير أكثر من 15037 صندوق بريد في الشوارع. وتضم القوى العاملة لديها حوالي 80 ألف شخص، مما يعكس دورها كمساهم رئيسي في توفير فرص العمل.
في فبراير 2015، أعلنت مؤسسة البريد الأسترالية عن انخفاض بنسبة 56% في أرباحها في النصف الأول من العام مقارنة بعام 2014، أي خسارة قدرها 151 مليون دولار أسترالي. كان من المتوقع تسجيل أول خسارة سنوية كاملة منذ أكثر من 30 عامًا. وأشار المدير العام أحمد فاعور إلى أن هذا يرتبط بانخفاض حجم الرسائل على مستوى العالم على مدى السنوات السبع الماضية.
في فبراير 2017، أفادت التقارير أن إصلاحات فاعور أدت إلى خفض الخسائر المحتملة في الفترة 2015-2016 إلى 138 مليون دولار أسترالي.

## المنتجات والخدمات
تعمل مؤسسة البريد الأسترالية في ثلاثة أسواق أساسية: الرسائل والخدمات المرتبطة بها؛ وخدمات الوكالات وبضائع التجزئة؛ والطرود والخدمات اللوجستية التي تمتد إلى الأسواق المحلية والدولية.

### الرسائل والخدمات المرتبطة بها
تقوم مؤسسة البريد الأسترالية بجمع ومعالجة وتوزيع الرسائل للمجتمع الأسترالي بأكمله وبين أستراليا ودول أخرى في الخارج. كما تقدم خدمات توصيل البريد بالجملة للشركات والمنظمات المجتمعية وتوفر خدمات البحث والمشورة وتأجير قائمة المستهلكين وخدمات إنشاء الملفات الشخصية والتجزئة لمساعدة الشركات على استهداف أهدافها وعملائها، إلى جانب الخدمات الأخرى المرتبطة بها.

#### الخدمات البريدية

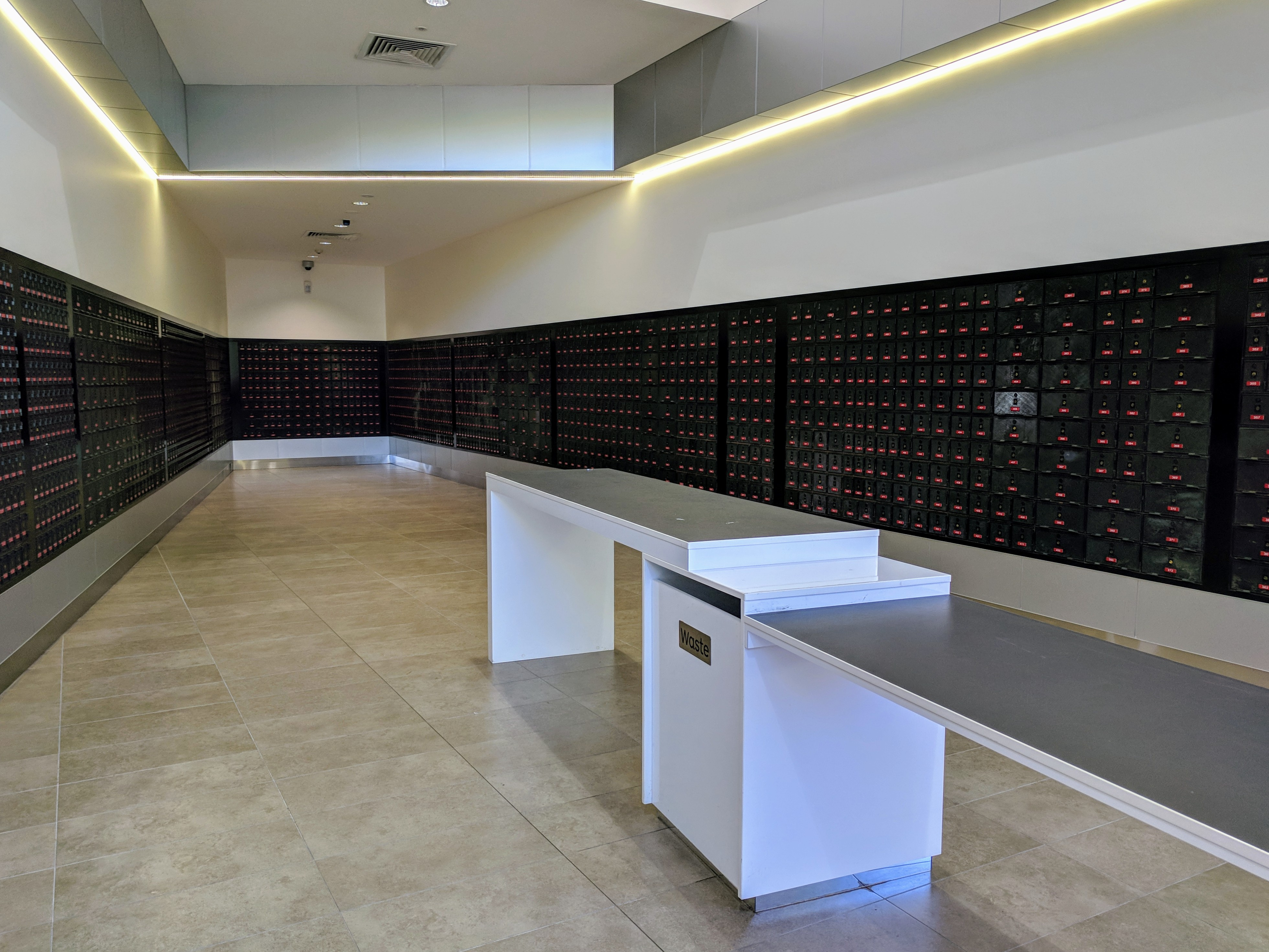
صناديق البريد في مكتب البريد العام في كانبرا في عام 2018

في حين أن الخدمات البريدية للرسائل والطرود تشكل أحد المجالات الأصلية لمؤسسة البريد الأسترالية، فقد قامت أيضًا بتنويع عملياتها في تقديم خدمات أخرى بما في ذلك خدمات الوكالات والتكامل بين الشركات والخدمات اللوجستية وإدارة سلسلة التوريد.

#### الأسعار
ارتفع سعر البريد الأساسي للرسالة الصغيرة على مر السنين بسبب التضخم ولكن تأثر في السنوات الأخيرة بالتفاعل المعقد بين احتكار البريد الأسترالي للعناصر الصغيرة والحاجة إلى تقديم الخدمة لجميع العناوين الأسترالية بالسعر الأساسي الإلزامي.
في يوليو 2009، طلبت مؤسسة البريد الأسترالية من لجنة المنافسة والمستهلك الأسترالية ‏ الموافقة على زيادة أسعار الطوابع في عام 2010 إلى 60 سنتًا، لكن لجنة المنافسة والمستهلك الأسترالية رفضت الموافقة على زيادة الأسعار، ومع ذلك، في أبريل 2010، أعادت مؤسسة البريد الأسترالية تقديم زيادة الطوابع البريدية المقترحة. وافقت لجنة المنافسة والمستهلك الأسترالية على هذا الطلب في 28 مايو 2010 وتم نشره في الجريدة الرسمية للحكومة في 9 يونيو 2010.
في 26 ديسمبر 2013، ونظرًا للانخفاض الكبير في استخدام البريد بسبب المنافسة من البريد الإلكتروني وما إلى ذلك، طلبت مؤسسة البريد الأسترالية زيادة السعر الأساسي إلى 70 سنتًا.
في 4 يناير 2016، ونظراً للانخفاض الكبير في استخدام البريد بسبب المنافسة من البريد الإلكتروني وما إلى ذلك، طلبت مؤسسة البريد الأسترالية زيادة السعر الأساسي إلى دولار واحد.

###### الخطابات الكبيرة
منذ عام 2005، تم فرض رسوم على الرسائل الأكبر حجمًا تعادل مضاعفات سعر البريد الأساسي كالتالي:
- 260 × 360 × 20 مم – حتى 125 جرامًا – 2.40 دولار[58]
- 260 × 360 × 20 مم – حتى 250 جرامًا – 3.60 دولار[59]
- 260 × 360 × 20 مم – حتى 500 جرام – 6.00 دولار[59]

لا يجوز أن يزيد سمك الرسالة الكبيرة، بما في ذلك العبوة، عن 20 مم أو يزيد حجمها عن 260 × 360 مم، وإلا فإنها تعتبر طردًا، والذي سيكلف اعتبارًا من يوليو 2023 ما لا يقل عن 10.60 دولارًا (حتى 500 جرام).

### خدمات الوكالة والبضائع
توفر مؤسسة البريد الأسترالية خدمات الوكالة التابعة لجهات خارجية والتي تربط المستهلكين والشركات والهيئات الحكومية مثل خدمات دفع الفواتير والخدمات المصرفية وخدمات الهوية. كما يقدم البريد الأسترالي أيضًا منتجات التمويل الشخصي، مثل تأمين السيارات والسفر وتحويل العملات.
يتم تقديم مجموعة متنوعة من المنتجات التكميلية ومنتجات التغليف والمقتنيات وصناديق البريد والحقائب المقفلة عبر شبكة منافذ البريد الأسترالي في أستراليا.
البريد الأسترالي هو إحدى المؤسسات المنوطة بإصدار جوازات السفر الأسترالية إلى جانب مكتب جوازات السفر التابع لوزارة الشؤون الخارجية والتجارة.

### الطرود والخدمات اللوجستية

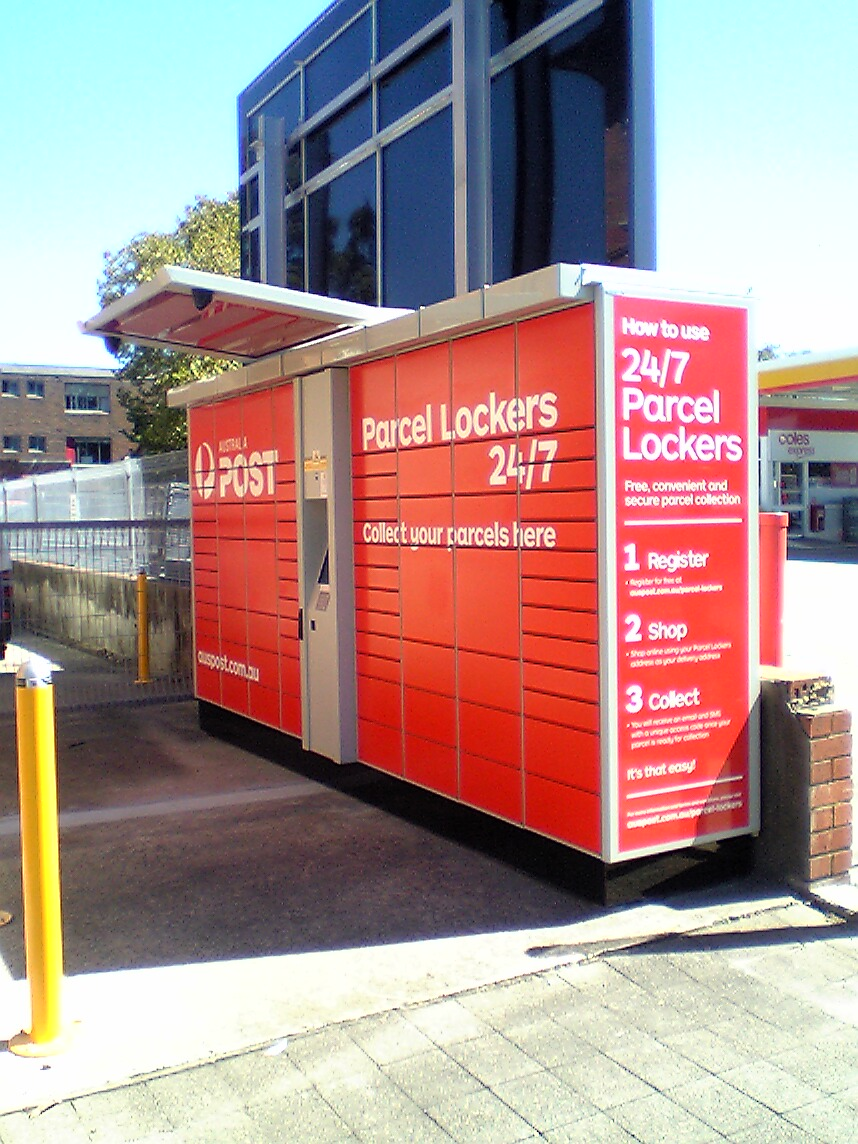
خزائن بريد تابعة لمؤسسة البريد

تقوم مؤسسة البريد الأسترالية بجمع ومعالجة وتسليم الطرود الفردية أو الشحنات المكونة من طرود متعددة في جميع أنحاء أستراليا وعلى الصعيد الدولي. كما أنها توفر إمكانيات سلسلة التوريد الكاملة من البداية إلى النهاية، من الشركة المصنعة (المحلية أو الدولية) إلى المستهلك مع خدمات لوجستية متكاملة ومجموعة واسعة من خيارات التوزيع لتتبع وتعقب عمليات التسليم.

### الخدمات الرقمية
يقدم البريد الأسترالي عددًا من الخدمات الرقمية خارج منطقة البريد/الطرود/الخدمات اللوجستية الرئيسية. وتشمل هذه الخدمات فحص التوظيف، وخدمات الدفع عبر الإنترنت ومنصة الهوية الرقمية.

### خزائن الطرود
بدأت مؤسسة البريد الأسترالية في تقديم خزائن الطرود في عام 2012، والتي توسعت الآن لتشمل أكثر من 700 موقع بالقرب من مكاتب البريد ومحلات السوبر ماركت ومحطات السكك الحديدية. يمكنك استخدام هذه الخزائن مجانًا لتسليمات البريد الأسترالي ويمكن استلامها في أي وقت أثناء النهار أو الليل. بمجرد تسليم الطرد، يجب استلامه خلال 48 ساعة.
تتوفر أيضًا خزائن الطرود للاستخدام لإرسال الطرود المدفوعة مسبقًا للأشخاص الذين تقل أعمارهم عن 16 عامًا كجم، مع تحديث تفاصيل التتبع بمجرد تسليم الطرد الخاص بك.

### آلات البيع

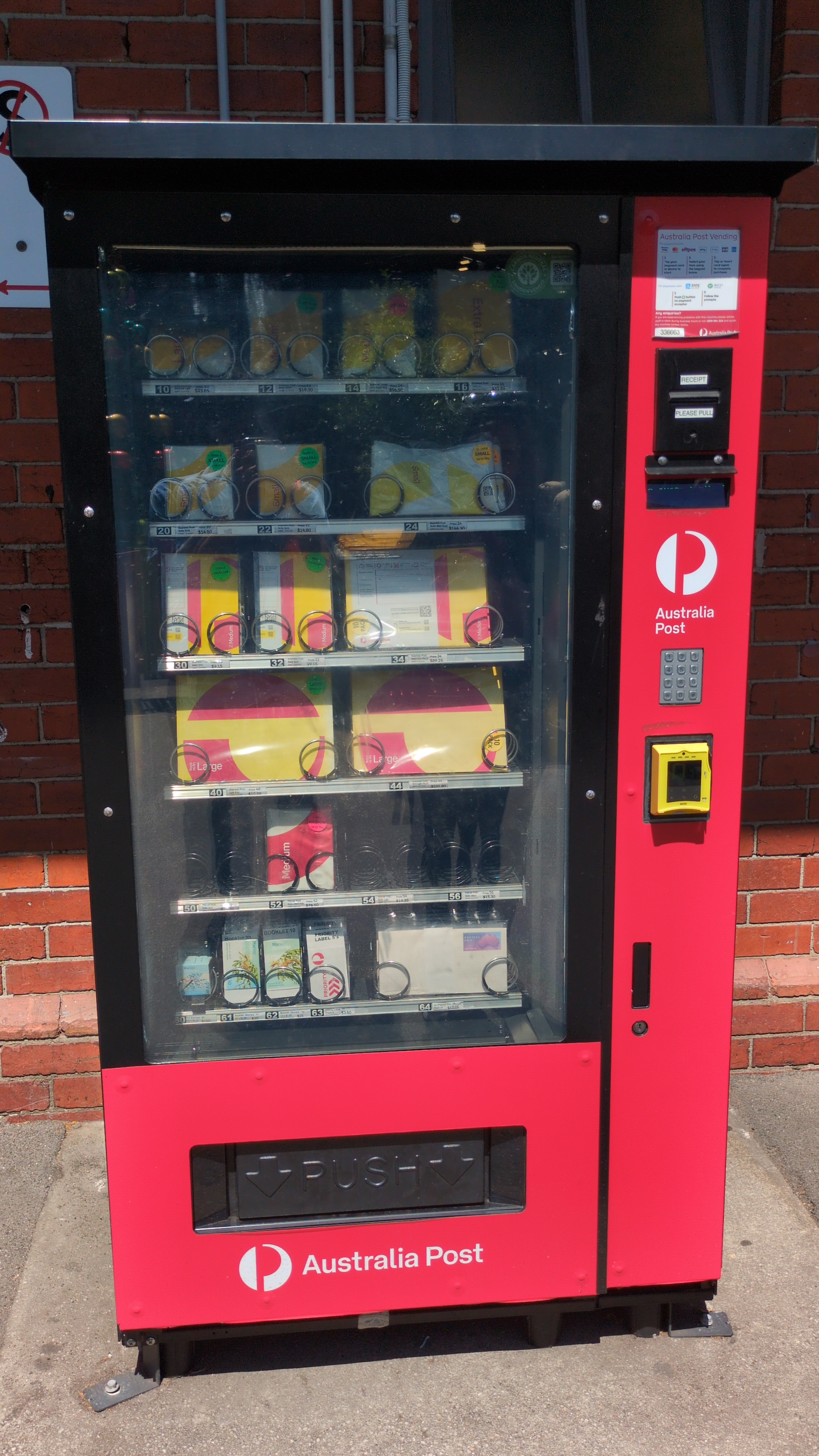
ماكينة بيع تابعة لبريد أستراليا في سوق الملكة فيكتوريا تبيع الطوابع والمظاريف وغيرها من المستلزمات البريدية

يوفر البريد الأسترالي  آلات البيع التي تعمل على مدار الساعة طوال أيام الأسبوع والتي تبيع المواد البريدية كالطوابع والمظاريف.

### كانتاس وستار تراك
في 23 ديسمبر 2003، دخلت مؤسسة البريد وشركة كانتاس في مشروع مشترك للاستحواذ على شركة النقل واللوجستيات StarTrack ‏.
في نوفمبر 2012، اشترت مؤسسة البريد 50% من الشركة التي كانت مملوكة لشركة كانتاس. وكجزء من الصفقة، تخلصت مؤسسة البريد من حصتها البالغة 50% في Australian airExpress ‏ لصالح شركة كانتاس.

## صناديق البريد
صناديق البريد الخاصة بالمنازل والوحدات السكنية (الشقق السكنية) هي في الغالب عناصر قياسية يتم شراؤها من متاجر الأجهزة.
صناديق البريد للمزارع والمنازل الريفية ذات المساحة المحدودة غالبًا ما تكون مصنوعة من براميل سعة 44 جالونًا أو أصغر. كان يتم ترقيم هذه الصناديق في السابق باستخدام نظام صندوق البريد الريفي، ولكن الآن يتم ترقيمها وفقًا للمسافة المقطوعة على الطريق الرئيسي. على سبيل المثال، إذا كان صندوق بريد العقار يقع على بعد 10.52 كيلومترًا من بداية الطريق الرئيسي، فسيكون رقم صندوق البريد هو 1052. تتواجد صناديق البريد الريفية على الطريق وليس في المزرعة.

## النقد والجدل
تربط مؤسسة البريد الأسترالية علاقة طويلة ومعقدة مع نقابة عمال الاتصالات . في عام 2012، زعم الاتحاد أن شركات التوصيل قدمت خدمة توصيل رديئة للطرود، خاصة خلال فترة ذروة عيد الميلاد. وتضمنت العيوب المزعومة تعمّد إدخال بطاقات "فشل التسليم" في صناديق البريد بدلاً من محاولة تسليم الطرود.
أدت الشكاوى المقدمة من الأفراد ومجموعة مكاتب البريد المرخصة بشأن ممارسات العمل التي يتبعها البريد الأسترالي فيما يتعلق بمنافذ البيع بالتجزئة التابعة لها إلى قيام مجلس الشيوخ بإجراء تحقيق في عام 2014. وتضمن تقرير التحقيق الذي تم التوصل إليه بالإجماع توصيات بزيادة المدفوعات وإنشاء منتدى لأصحاب المصلحة برئاسة مستقلة.
في مايو 2015، خاض البريد الأسترالي معركة قانونية مع شركة Sendle، وهي شركة توصيل دولية تستخدم شعار "البريد بدون مكتب". وزعمت مؤسسة البريد الأسترالية أن المصطلح مشابه لعلامتها التجارية. في حين رفض الشركة تلك المزاعم، وبعد عامين من النزاع القضائي، حسمت القضية لصالح الشركة.

### جدل الساعات في عام 2020
في 2 نوفمبر 2020، أعلنت الرئيسة التنفيذية كريستين هولجيت ‏ استقالتها، بسبب الضغوط المتزايدة من رئيس الوزراء سكوت موريسون ووزير الاتصالات بول فليتشر للتحقيق بشكل أكبر في إهداء أربعة من كبار المسؤولين التنفيذيين ما مجموعه 20 ألف دولار أسترالي من ساعات كارتييه. تم الإبلاغ في البداية عن أن سعر الساعات يبلغ 3000 دولار لكل ساعة، أي بسعر إجمالي 12000 دولار أسترالي. وقالت هولجيت إنها لم تندم على الخطوة، لأن الغرض منها هو "دفع التغيير الإيجابي" و"مكافأة السلوكيات الإيجابية".
خلال جلسة في مجلس الشيوخ في 22 أكتوبر 2020، دافعت هولجيت عن قرارها قائلة: "نحن منظمة تجارية، وكان الأمر بناءً على توصية من رئيسنا بأن يتم مكافأة هؤلاء الأشخاص" . تعد مؤسسة البريد الأسترالية مملوكة للحكومة الأسترالية، ولكنها تُدار تجاريًا من خلال الشركات، ولا تتلقى تمويلًا من الحكومة.